# Show Dream
|  | Denne artikel er oprettet af botten PalnaBot ud fra en ekstern database. Den kan derfor have sproglige fejl eller mangler. Denne skabelon kan fjernes efter kontrol af indholdet. |

Show Dream er en eksperimentalfilm instrueret af Sidse Carstens efter manuskript af Sidse Carstens.

## Handling
Show Dream er en foruroligende visuel oplevelse. Et kig ind i drømmenes univers. Vi møder tryllekunstneren, hævneren, kvinden der får et nyt ansigt, hesten og damen med æggene.